# Gare de Boën
La gare de Boën est une gare ferroviaire française de la ligne de Clermont-Ferrand à Saint-Just-sur-Loire, située sur le territoire de la commune de Boën-sur-Lignon, dans le département de la Loire, en région Auvergne-Rhône-Alpes.
C'est une gare voyageurs de la Société nationale des chemins de fer français (SNCF), desservie par des trains régionaux du réseau TER Auvergne-Rhône-Alpes.

## Situation ferroviaire
Établie à 396 mètres d'altitude, la gare de Boën est située au point kilométrique (PK) 94,036 de la ligne de Clermont-Ferrand à Saint-Just-sur-Loire, entre les gares ouvertes de Noirétable et Montbrison.

## Histoire
Jusqu'à la fin des travaux de régénération des voies entre Boën et Montbrison, la gare de Boën est uniquement desservie par des autocars. Après plus de deux ans et demi de suspension du service (commencée en mai 2016), les trains TER Auvergne-Rhône-Alpes circulent de nouveau jusqu'à cette gare depuis décembre 2018.

## Fréquentation
De 2015 à 2023, selon les estimations de la SNCF, la fréquentation annuelle de la gare s'élève aux nombres indiqués dans le tableau ci-dessous.
| Année     | 2015   | 2016   | 2017   | 2018   | 2019   | 2020   | 2021   | 2022   | 2023   |
| --------- | ------ | ------ | ------ | ------ | ------ | ------ | ------ | ------ | ------ |
| Voyageurs | 31 040 | 22 402 | 13 859 | 11 921 | 25 451 | 16 541 | 20 030 | 27 226 | 30 674 |

## Service des voyageurs

### Accueil
Gare SNCF du réseau TER Auvergne-Rhône-Alpes, c'est un point d’arrêt non géré (depuis au moins décembre 2018).

### Desserte
La gare est desservie par les trains assurant la liaison Saint-Étienne – Boën.

### Intermodalité
Un parking et un parc à vélos sont aménagés à ses abords.
Les lignes L22, L31 et L33 du réseau Cars Région Loire desservent également la gare avec l'arrêt "Parc Lignon" situé à 100 mètres de la gare, de l'autre côté du Lignon.